# Cladosporium glochidionis
Cladosporium glochidionis är en svampart som beskrevs av C.D. Sharma, Gadp., Firdousi, A.N. Rai & K.M. Vyas 1998. Cladosporium glochidionis ingår i släktet Cladosporium och familjen Davidiellaceae.   Inga underarter finns listade i Catalogue of Life.